# Victim of States Power
«Victim of States Power» — дебютный макси-сингл немецкой метал-группы Running Wild, вышедший в августе 1984 года в преддверии первого альбома Gates to Purgatory на лейбле Noise Records в формате 12-дюймовой пластинки со скоростью вращения 45 оборотов в минуту.
На обложке пластинки кроме логотипа группы других названий нет, поэтому традиционно этот сингл именуется по первой песне, хотя употребляется и другое название — «Walpurgis Night» (по второму треку).
Тираж в 8000 копий был раскуплен за пару недель. Пресс-формы (в финале песни «Walpurgis Night») были повреждены, и поэтому полноценное переиздание этого сингла стало невозможным.

## История создания
К 1983 году в творческом багаже Running Wild было уже 4 демо, материал одного из которых даже появился на сборнике независимой компании Raubbau — Debüt № 1. Музыканты продолжали рассылку своих демозаписей всевозможным звукозаписывающим компаниям. В результате с ними связался Карл Вальтербах, владелец только что открывшегося независимого лейбла Noise Records, с информацией о том, что он сейчас формирует материал для сборника различных метал-исполнителей. После чего он поинтересовался, не желают ли Running Wild быть включёнными в него? Те согласились использовать этот шанс. Компиляция Rock from Hell (German Metal Attack), на которой также дебютировали Grave Digger, вышла в конце 1983 года и стала всего лишь третьим релизом за всю историю Noise Records. Хотя участники группы были очень недовольны качеством получившейся записи, уровень продаж и отклики покупателей убедили Вальтербаха продолжить сотрудничество с квартетом из Гамбурга. Согласно новой оферте на 1984 год, предлагалось не только участие в новом сплит-альбоме лейбла, но и запись полноформатного дебютного альбома. Упомянутый сборный альбом Death Metal ещё больше укрепил репутацию коллектива и в августе музыканты отправились в новую студию.
«Причер написал эту песню для альбома. Как только мы её услышали, мы уже знали, что это будет прекрасный трек для начала альбома. Идея, лежащая в основе её текста, остро воспринималась всеми нами: люди не должны соглашаться быть просто частью системы. Они должны иметь силы встать за свои убеждения и оказать сопротивление тем, кто пытается им говорить чем заняться».
По контракту на сессию звукозаписи выделялось 16 дней. Она проходила в Кройцберге, районе Западного Берлина, в Caet Studio. Группа намеренно не стала использовать основную массу имевшегося к тому моменту, уже обкатанного на концертах, материала. Предоставившийся шанс она была намерена израсходовать на демонстрацию своих новых идей, своего прогресса за прошедшие годы, а не на эксплуатацию старых, изживших себя песен, написанных ещё в совсем юном возрасте. К тому же, с годами композиторские навыки, исполнительское мастерство и видение дальнейшего развития сильно изменились, чтобы пользоваться прежним репертуаром. В то же время, обладая весьма скромным бюджетом, Running Wild были вынуждены отказаться от услуг внешнего продюсера. Всего под контролем звукорежиссёра Хорста Мюллера было записано 10 песен. Мастеринг и нарезка лакового диска проходили в Бремене, в компании Studio-Nord-Bremen. По воспоминаниям Рольфа Каспарека, именно дороговизна процесса мастеринга поставила группу перед необходимостью уменьшения количества песен для будущего лонгплея до восьми. Выходом из положения стало решение о выпуске макси-сингла в дополнение к полноформатному альбому и перенос двух оставшихся за бортом песен на него. Таким образом были отобраны «Walpurgis Night» и «Satan», а титульным треком стал «Victim of States Power», вошедший в оба релиза.

## Содержание
В начальный период своего творчества Running Wild, как и многие их сверстники в начале 1980-х, активно заигрывали с оккультной символикой, что принесло им репутацию поклонников сатанизма.
«Это была очень старая песня, которую Причер написал ещё в составе своей предыдущей группы из Кёльна. Это была скорее рок-н-ролльная песня, совсем не металлическая. Но когда мы играли её живьём, она всегда воспринималась хорошо».
Это отражалось не только в сценических образах, одежде и атрибутике, но и в текстах песен. Так, в двух из трёх песен макси-сингла Сатана упоминается напрямую, а третья посвящена шабашу ведьм в Вальпургиеву ночь. Современники даже относили группу к первой волне блэк-метал (в числе Venom, Mercyful Fate, Hellhammer). И хотя это не соответствовало убеждениям участников группы, музыканты столкнулись с определёнными проблемами, и клеймо сатанистов им пришлось смывать ещё несколько лет, вплоть до выхода их третьего альбома Under Jolly Roger, начала «пиратского этапа» деятельности и кардинального разворота текстов песен в военно-историческую сторону.
Тот факт, что гитарист Геральд «Причер» Варнеке в то время изучал теологию и теперь является протестантским пастором в Кёльне, ясно показывает, что тексты с оккультным содержанием нельзя воспринимать так серьёзно. Каспарек, в свою очередь, заявлял, что он не религиозен и что это был скорее политический символ для группы, и что дьявол был не злой фигурой, а мятежником, который подвергает сомнению всё. В начале восьмидесятых ещё не существовало доктрины сцены, кроме восстания против истеблишмента.
Обращает на себя внимание редкий факт: большинство материала на макси-сингле написано не Рок-н-Рольфом, лидером группы и автором подавляющего большинства её репертуара.

## Судьба песен
«Это была одна из моих песен, но из-за дефицита места мы не смогли разместить её на альбоме. Я не могу сказать, что я был разочарован, что мы должны были её выбросить, там были и более удачные треки, которые нам нужно было пропустить вперёд… Мы играли эту песню в мрачном, злом настроении, но она была не о Сатане или религии. Как я уже говорил ранее, мы всегда тогда использовали этот подход при обсуждении пороков мира. Но люди нас неправильно поняли. Как бы то ни было, несмотря на название, она не имеет абсолютно ничего общего с дьявольскими силами».
«Victim of States Power» поступил в продажу в августе 1984 года за 4,5 месяца до выхода полноформатника. При выпуске Gates to Purgatory для американского рынка и в последующих переизданиях на компакт-дисках обе песни использовались в качестве бонус-треков. Полноценное переиздание макси-сингла на виниле невозможно из-за повреждения мастер-копий Noise Records.
С момента появления все песни миньона активно включались в концертную программу коллектива. В дальнейшем они постепенно вытеснялись новым, более современным материалом. По данным портала setlist.fm, дольше всех продержалась «Victim of States Power», последний раз она звучала со сцены в ходе Ready for Boarding Tour в 1987 году.
В июле — августе 1991 года «Walpurgis Night» была перезаписана современным составом группы для сборника The First Years of Piracy. На компиляции 2016 года Riding the Storm — The Very Best of the Noise Years 1983—1995 были представлены оба заглавных трека.
На трибьют-альбомах «Victim of States Power» появлялась дважды: в 2005 году её исполнили земляки из Гамбурга, группа Not Fragile, в 2009 году — колумбийская формация из Медельина, Witchtrap.

## Список композиций
| №  | Название                 | Автор(ы)        | Длительность |
| -- | ------------------------ | --------------- | ------------ |
| 1. | «Victim of States Power» | Геральд Варнеке | 3:33         |

| №  | Название                                      | Автор(ы)       | Длительность |
| -- | --------------------------------------------- | -------------- | ------------ |
| 1. | «Walpurgis Night (The Sign of Women’s Fight)» | Варнеке        | 4:09         |
| 2. | «Satan»                                       | Рольф Каспарек | 5:00         |

## Участники записи
| Running Wild: - Рок-н-Рольф (Рольф Каспарек) — гитара, вокал - Причер (Геральд Варнеке) — гитара - Штефан (Штефан Борисс) — бас - Хаше (Вольфганг Хагеман) — ударные | Технический персонал: - Хорст Мюллер — звукорежиссёр |

## Комментарии
1. ↑  Первыми двумя были переиздания на территории ФРГ дебютного альбома американской группы Bitch[англ.] Be My Slave[англ.] и американского же сборника Metal Massacre III. Так что Rock from Hell стал первым релизом с оригинальным новым материалом[8].
2. ↑  Настолько, что на переиздании своего демо «Heavy Metal Like a Hammerblow» 1984 года на кассетных вкладках помимо раздела с благодарностями, был введен раздел с «неблагодарностями» в адрес Preußen Tonstudio, где проходила запись композиций для сборника[9].
3. ↑  На сплите, в свою очередь, были опубликованы первые записи Helloween[10][11].